# Samoa Americana nos Jogos Olímpicos
Samoa Americana estreou nos Jogos Olímpicos em Seul 1988. Desde então, participa de todas as edições dos Jogos. Seus atletas nunca conquistaram uma medalha.
O território participou de apenas uma edição dos Jogos Olímpicos de Inverno, em Lillehammer 1994, com Faauuga Muagututia.

## Quadros de medalhas
| Jogos               | Atletas       | Ouro | Prata | Bronze | Total | Posição |
| 1988 Seul           | 7             | 0    | 0     | 0      | 0     | -       |
| 1992 Barcelona      | 3             | 0    | 0     | 0      | 0     | –       |
| 1996 Atlanta        | 7             | 0    | 0     | 0      | 0     | –       |
| 2000 Sydney         | 4             | 0    | 0     | 0      | 0     | –       |
| 2004 Atenas         | 3             | 0    | 0     | 0      | 0     | –       |
| 2008 Beijing        | 4             | 0    | 0     | 0      | 0     | –       |
| 2012 Londres        | 5             | 0    | 0     | 0      | 0     | –       |
| 2016 Rio de Janeiro | 4             | 0    | 0     | 0      | 0     | –       |
| 2020 Tóquio         | Evento Futuro |      |       |        |       |         |
| Total               | Total         | 0    | 0     | 0      | 0     | -       |

| Jogos            | Atletas        | Ouro           | Prata          | Bronze         | Total          | Posição        |
| 1994 Lillehammer | 1              | 0              | 0              | 0              | 0              | —              |
| 1998-2014        | Não Participou | Não Participou | Não Participou | Não Participou | Não Participou | Não Participou |
| 2018 PyeongChang | Evento Futuro  | Evento Futuro  | Evento Futuro  | Evento Futuro  | Evento Futuro  | Evento Futuro  |
| 2022 Beijing     | Evento Futuro  | Evento Futuro  | Evento Futuro  | Evento Futuro  | Evento Futuro  | Evento Futuro  |
| Total            | Total          | 0              | 0              | 0              | 0              | -              |